# Amtsgericht Attendorn

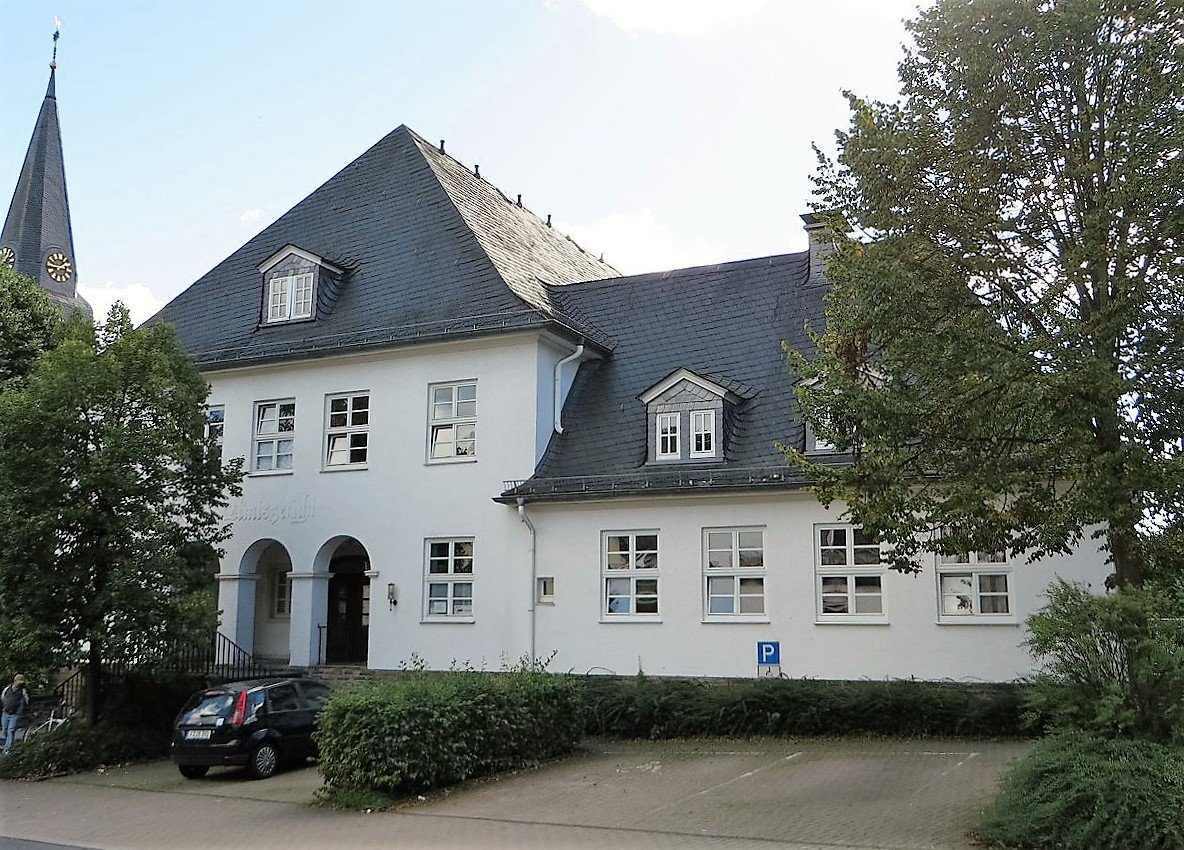
Letztes Gerichtsgebäude (2015)

Das Amtsgericht Attendorn war ein Amtsgericht mit Sitz in Attendorn im Kreis Olpe.

## Geschichte
In Attendorn bestand von 1849 bis 1879 die Gerichtskommission Attendorn des Kreisgerichts Olpe. Im Rahmen der Reichsjustizgesetze wurden 1879 reichsweit einheitlich Oberlandes-, Land- und Amtsgerichte gebildet. Das königlich preußische Amtsgericht Attendorn wurde mit Wirkung zum 1. Oktober 1879 als eines von 19 Amtsgerichten im Bezirk des Landgerichtes Arnsberg im Bezirk des Oberlandesgericht Hamm gebildet. Der Sitz des Gerichts war die Stadt Attendorn. Sein Gerichtsbezirk umfasste aus dem Kreis Olpe den Stadtbezirk Attendorn und das Amt Attendorn. Am Gericht bestanden 1880 zwei Richterstellen. Das Amtsgericht war damit ein mittelgroßes Amtsgericht im Landgerichtsbezirk. Am 1. Oktober 1933 wurde das Landgericht Siegen durch das Preußische Gesetz über die Neugliederung von Gerichtsbezirken im Bereich der Oberlandesgerichte Frankfurt am Main, Hamm und Köln vom 23. Juni 1933 gegründet und das Amtsgericht Attendorn seinem Sprengel zugeordnet. Im Jahre 1979 wurde das Amtsgericht Attendorn in eine Zweigstelle des Amtsgerichts Olpe umgewandelt und 1986 endgültig geschlossen. Die Aufgaben werden seitdem durch das Amtsgericht Olpe wahrgenommen.

## Gerichtsgebäude
Von 1878 bis 1940 war das Gericht im aus dem 14. Jahrhundert stammenden Alten Rathaus (Alter Markt 1) untergebracht. Das Gebäude beherbergt heute das Südsauerlandmuseum und steht unter Denkmalschutz. Ebenfalls denkmalgeschützt ist das letzte Gerichtsgebäude Hohler Weg 1. Beide Bauten sind in der Denkmalliste eingetragen.